# Клапалек, Карел
Ка́рел Клапа́лек (чеш. Karel Klapálek) 26 мая 1893, район Нове-Место, Прага — 18 ноября 1984, Прага) — чехословацкий военачальник, генерал армии, Герой Чехословацкой Социалистической Республики.

## В Австро-Венгрии
По национальности чех. Из семьи мелкого чиновника. После смерти отца и окончания гимназии в 1911 году содержал всю семью — мать и троих младших братьев и сестёр. После начала первой мировой войны в июне 1915 года призван в австро-венгерскую армию, в 8-й пехотный полк и отправлен на Восточный фронт. Ещё в Праге Клапалек попал под сильное антиавстрийское влияние, поэтому, не имея желания воевать за чужие интересы, поступил, как делали многие призванные в армию чехи — при первом удобном случае сдался в русский плен. Это произошло уже в сентябре 1915 года.

## В России
В марте 1916 года был зачислен в Чехословацкий легион, прошёл военное обучение в офицерской школе и в марте 1917 года получил первый офицерский чин. Летом 1917 года участвовал в боях на Юго-Западном фронте командиром стрелкового взвода и отличился в успешном для чешских частей Зборовском сражении летом 1917 года. После Октябрьской революции командовал ротой в составе Чехословацкого корпуса, участвовал в походе через Сибирь во Владивосток, командовал ротой и батальоном в легионе. Участвовал в событиях гражданской войны в России.

## В Чехословакии
В 1920 году вернулся в Чехословакию и был принят в чехословацкую армию. Служил в 35-м пехотном полку в Пльзене, с 1922 года — в 36-м пехотном полку в Ужгороде, командовал пехотными ротой и батальоном. С 1931 года — преподаватель школы командиров пехотных рот в Миловице. Окончил Военную академию, с 1932 по 1937 годы преподавал тактику в ней. С сентября 1937 года — заместитель командира пехотного полка имени Яна Гуса в Будейовицах. С сентября 1938 года — командир 51-го пехотного полка в Южной Чехии. Имел воинское звание подполковника. После оккупации Чехословакии войсками нацистской Германии в июле 1939 года был уволен из армии. Жил в Будейовицах, работал в частной фирме коммерческим директором, вступил в подпольную офицерскую организацию «Народная оборона». Из-за угрозы ареста немцами в начале 1940 года бежал из страны и через Венгрию, Югославию и Турцию добрался в Палестину, где в ожидании отправки во Францию для вступления в чехословацкие добровольческие части находилось несколько сотен чехов и словаков.

## Вторая мировая война
Эти планы не осуществились, поскольку в мае-июне 1940 года Франция была разгромлена. Тогда формированием чехословацких частей занялись англичане. Клапалек был назначен заместителем командира 4-го пехотного полка, а с ноября 1940 года командовал 11-м пехотным чехословацким батальоном. В мае 1941 года батальон принял боевое крещение в ходе Сирийско-Ливанской операции, затем перебрасывается в Северную Африку и доблестно сражается во всех основных сражениях Североафриканской кампании. Особенно чехословацкий полк прославился при обороне Тобрука. С 1942 года — командир 200-го зенитного артиллерийского полка в Северной Африке.
В мае 1943 года Клапалек был отозван в Великобританию и в сентябре того же года назначен заместителем командира чехословацкой отдельной бронетанковой бригады. Там быстро вступил в конфликты с влиятельными членами чехословацкого правительства в изгнании. Поскольку настаивал на активном участии чехословацких частей в боевых действиях, в том числе на территории СССР, приобрёл репутацию коммуниста, хотя таковым не являлся.

## Великая Отечественная война
В конце концов Клапалеку предоставили возможность самому принять участие в боях, и в августе 1944 года он был направлен в распоряжение командования 1-го Чехословацкого армейского корпуса, сформированного и сражавшегося на территории СССР. Сразу был назначен командиром 3-й пехотной бригады и произведён в бригадные генералы. До конца войны воевал в составе корпуса, участвовал в освобождении западных районов Украины, в Восточно-Карпатской операции и штурме Дукельского перевала, в зимне-весенних операциях 1945 года по освобождению Чехословакии от немецко-фашистских войск. Дважды был ранен в боях. Стал боевым соратником и личным другом командира корпуса генерала Людвика Свободы. После перевода последнего на повышение, 5 апреля 1945 года генерал Клапалек был назначен командиром Чехословацкого армейского корпуса, во главе его принимал участие в завершающих боевых действиях, которые в Чехословакии отличались ожесточённостью.

## В социалистической Чехословакии
После войны оставлен на службе в Чехословацкой Народной армии, летом 1945 года произведён в дивизионные генералы. Президент Бенеш предложил кандидатуру Клапалека на пост начальника Генерального штаба, но это предложение было отвергнуто Клементом Готвальдом. Тогда Клапалек был назначен командующим войсками 1-го военного округа (включал Прагу и прилегающие важнейшие промышленные районы страны). Генерал армии Чехословакии (звание присвоено декретом от 25 октября 1946 года с старшинством в звании от 28.10.1944). Во время февральского переворота 1948 года поддержал коммунистов и организовал выдачу их «рабочим отрядам» оружия с военных складов.
В 1950 году был снят с поста командующего, а в феврале 1951 года уволен из армии. Поводом стала переписка Клапалека с бывшими фронтовыми товарищами по службе в Северной Африке, оставшимися жить после войны в Великобритании. В ноябре 1952 года он был арестован, а в ноябре 1954 года приговорен к 6 годам тюрьмы за «саботаж Кошицкой программы» и «антигосударственную пропаганду». После отстранения от власти близких к Клементу Готвальду руководителей в апреле 1956 года Клапалек был освобождён, а через некоторое время — реабилитирован.
В армию не вернулся. Жил в Праге. Во время Пражской весны 1968 года имя Клапалека было очень популярно, как пострадавшего от коммунистического режима героя войны. В 1968 году были опубликованы его мемуары «Эхо сражений». Указом Президента Чехословакии от 24 мая 1968 года генералу армии Карелу Клапалеку было присвоено звание Герой Чехословацкой Социалистической Республики. Скончался в Праге на 92-м году жизни.

## Отзывы
По предложению министра национальной обороны генерала Людвика Свободы 5 апреля командование корпусом принял генерал Карел Клапалек, бывший ранее командиром 3-й бригады. Раненный в начале боев за Липтовски-Микулаш и едва поправившись, он возвратился в корпус в первых числах апреля, догнав его у Ружомберока.

Клапалек со своим аскетически бледным лицом, на котором светились живые спокойные глаза, был человеком холодной воли. Отличаясь осторожным складом характера, как командир, Клапалек хорошо знал свое дело, быстро оценивал ситуацию и перспективы. Это был командир расчетливой смелости. Исключительное, закаленное в испытаниях спокойствие, напускная холодность, под оболочкой которой скрывалась тонкая натура, прямой немного ироничный взгляд - эти качества особенно нравились в нем солдатам.— Рессел А. По дорогам войны: Воспоминания / Пер. с чешск. Ф. Петрова и С. Соколова. — М.: Воениздат, 1978. — 352 с. Тираж 65 000 экз. // Ressel Alfréd. Mi Cesiy Valkou. — Praha: Mladá fronta, 1975.

## Воинские звания
| Прапорщик           | 1917             |
| Капитан             | 1919             |
| Штабс-капитан       | 1922             |
| Майор               | 1 декабря 1929   |
| Подполковник        | 30 сентября 1933 |
| Полковник           | 24 апреля 1942   |
| Бригадный генерал   | 7 марта 1944     |
| Дивизионный генерал | 1 июня 1945      |
| Генерал армии       | 25 октября 1946  |

## Награды

### ЧССР
- Герой ЧССР (24 мая 1968);
- Орден Клемента Готвальда (1968);
- Военный орден Белого Льва «За Победу» 1-й степени с звездой;
- Орден 25 февраля 1948 года;
- Орден Красного Знамени;
- Орден Красной Звезды;
- Орден Словацкого национального восстания 1 степени;
- Военный крест 1918 года;
- 5 Военных крестов 1939 года;
- Воинская медаль «За храбрость перед врагом»;
- Военная памятная медаль;
- Военная медаль «За заслуги» 1 степени:
- Зборовская памятная медаль;
- 6 памятных медалей различных полков.

### Чехословакия (1920—1939)
- Орден Сокола с мечами;
- Орден Стефанека;
- Чехословацкая революционная медаль;
- Чехословацкая медаль Победы;
- Памятный знак чехословацких добровольцев 1918—1919;
- Крест «За храбрость» (1919).

### СССР
- Орден Кутузова 2-й степени (10 августа 1945 года)[2],
- медаль «За победу над Германией в Великой Отечественной войне 1941—1945 гг.» (1945);
- медаль «За освобождение Праги» (1945).

### Польша
- Орден «За воинскую доблесть»
- Орден «Крест Грюнвальда» 2-й степени (1948);
- Крест Храбрых.

### Югославия
- орден Партизанской звезды 1-й степени;
- орден «За храбрость».

### Франция
- Орден Почётного легиона;
- Военный крест 1914—1918;
- Военный крест 1939—1945.

### Великобритания
- Командор ордена Британской империи:
- Орден «За выдающиеся заслуги»;
- Африканская звезда;
- Звезда «1939—1945»;
- Медаль Обороны.

### Румыния
- Рыцарский Крест ордена Короны Румынии.

### США
- Медаль Свободы[3]